# Gasthof Zitzschewig
Der Gasthof Zitzschewig war eines der fünf historischen Brauschenkengüter der Lößnitz, er lag an der Meißner Straße 420 im Radebeuler Stadtteil Zitzschewig, direkt an der Straßeneinfahrt zum alten Dorfkern Altzitzschewig. 1479 wurde er erstmals urkundlich erwähnt. 2008 wurde das unter Denkmalschutz stehende Gebäude abgerissen.

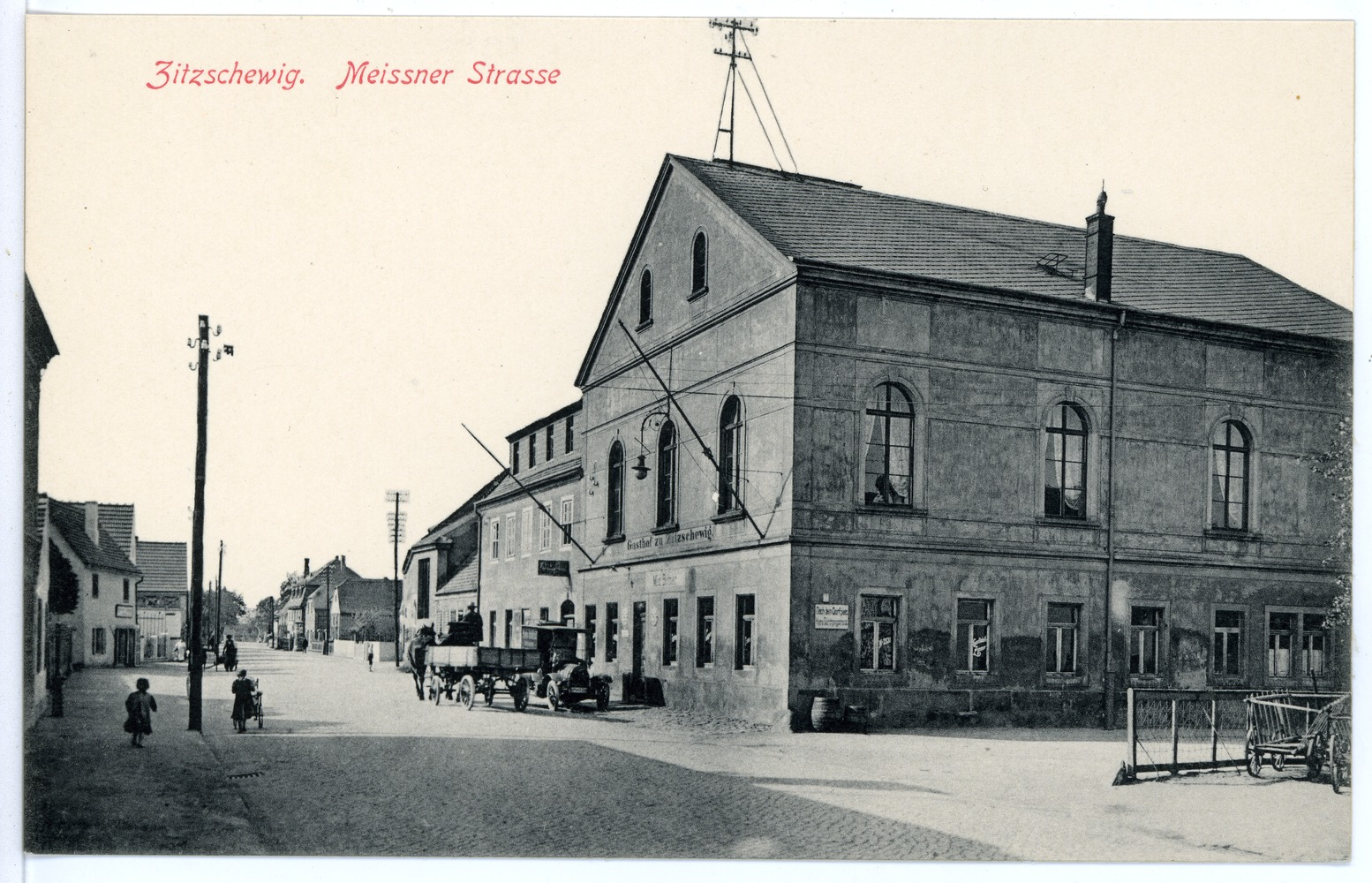
Gasthof in Zitzschewig, 1913

Börners Gasthof, Ansichtskarte von 1908

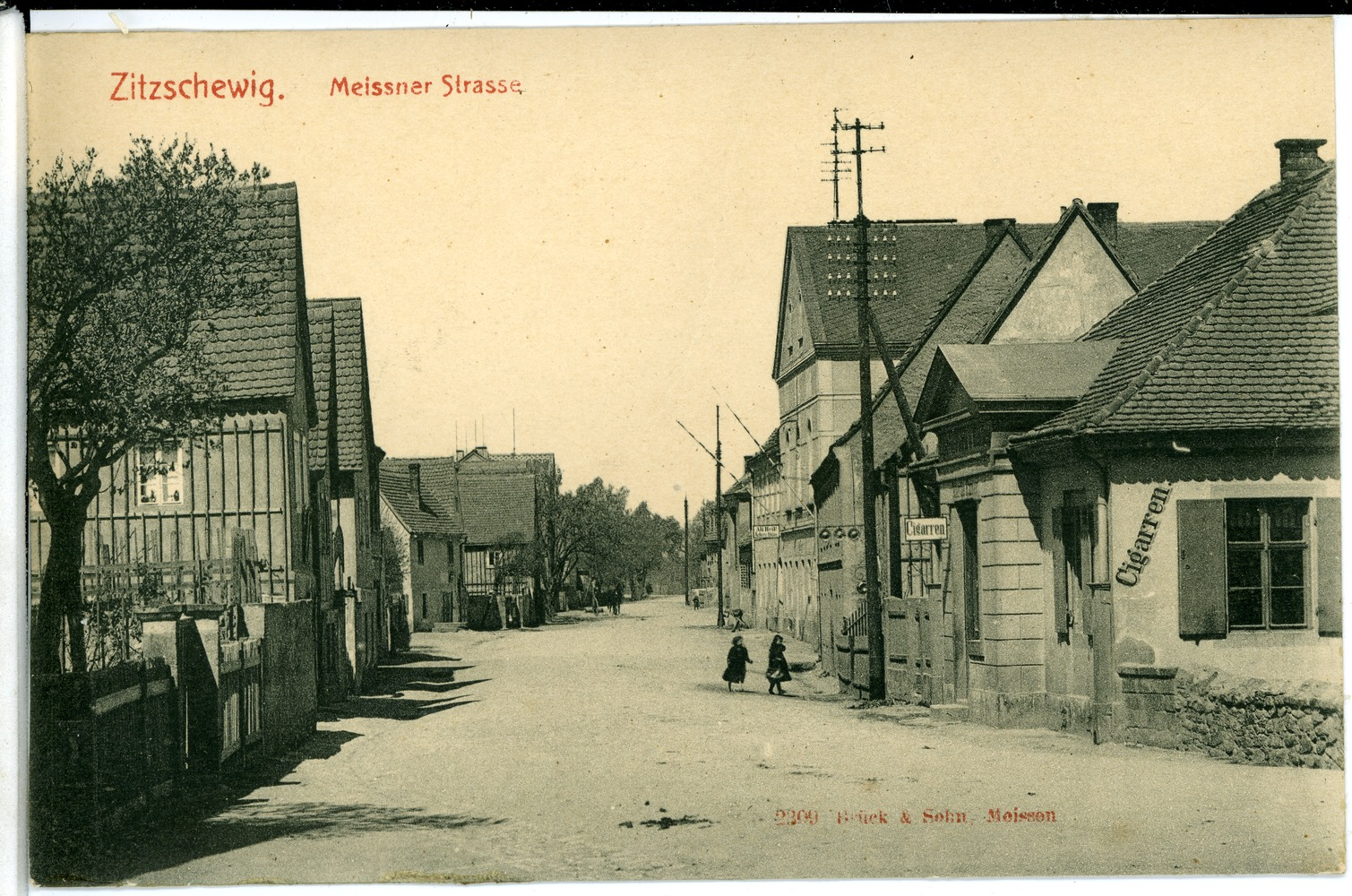
Der Gasthof rechts an der Meißner Straße, hinter dem Chausseehaus (1902)

## Beschreibung
Auf der linken Seite an der Meißner Straße stand traufständig ein zweigeschossiges Gebäude mit fünf engen Fensterachsen und Satteldach mit Hechtgaube aus dem Jahr 1791. In der rechten Fensterachse unten befand sich ein Stichbogen-Portal mit einem Medaillon mit den Inschriften „C.F.W.“, „P.Amt No. 6 1791“ und „J.R.W.“.
Der wesentlich höhere zweigeschossige Saalbau an der Straßenecke stand giebelständig zur Meißner Straße, er hatte ebenfalls ein Satteldach. Die Putzfassaden beider Baukörper waren später stark vereinfacht, die Fenster- und Türrahmungen waren aus Sandstein.

## Geschichte
Die „vermutlich deutlich ältere“ Brauschenke wurde 1479 erstmals erwähnt, der erste namentlich bekannte Wirt war im Jahr 1525 T. Mögel.
Im ersten Drittel des 16. Jahrhunderts war das Brauschenkengut Anlass zum Zitzschewiger Bierstreit zwischen dem Rat zu Dresden und dem Meißner Bischof, zu dessen Beilegung Herzog Georg der Bärtige verfügte, dass „neben der Eigenproduktion (aus 50 Scheffeln Gerste) nach eigenem Ermessen Dresdner und Meißner sowie von Donati bis Michaelis (7.8. bis 29.9.) auch Freiberger Bier“ ausgeschenkt werden dürfe.
1683 wurde die regelmäßige Kutschenverbindung von Dresden nach Leipzig eingerichtet, bei der der Gasthof Zitzschewig als erste Poststation nach Dresden eingerichtet wurde. Diese Bedeutung behielt der Gasthof bis zur Einrichtung der Eisenbahnverbindung Leipzig–Dresden im Jahr 1839.
Nachdem es auf dem Anwesen 1859 brannte, wurden der Ballsaal sowie ein Gästegarten neu errichtet. 1884 bestand das Anwesen aus Gasthof, Mälzerei, Brauhaus, Saalanbau, Kegelhaus, Stall und Scheune. 1893 wurde der Braubetrieb eingestellt, 1896 das dazugehörige Bauerngut abgetrennt.
Um 1908 hieß der Gasthof Börners Gasthof, zu dem Gästegarten führte ein Schild mit der Aufschrift Börners Lindengarten. Dieser befand sich direkt neben dem Radler Heim. Daran anschließend gab es eine Radfahrbahn sowie eine Festwiese, wo das „Vogelschiessen und andere Belustigungen“ stattfanden.
Nach dem Zweiten Weltkrieg wurde der Gasthof geschlossen und zu DDR-Zeiten ab 1954 als Betriebsteil einer Fabrik und Lager für Haushaltschemikalien und Schädlingsbekämpfungsmittel genutzt. Durch die Stilllegung der Fabrik nach der Wende war das Gebäude dem Verfall preisgegeben und wurde deshalb 2008 abgerissen.